# George Fonder
George Fonder (Elmhurst (Pennsylvania), 22 juni 1917 – Hatfield (Pennsylvania), 14 juni 1958) was een Amerikaans Formule 1-coureur. Hij reed 2 races; de Indianapolis 500 van 1952 en 1954. Daarin werd hij respectievelijk vijftiende en negentiende.